# René Couzinet

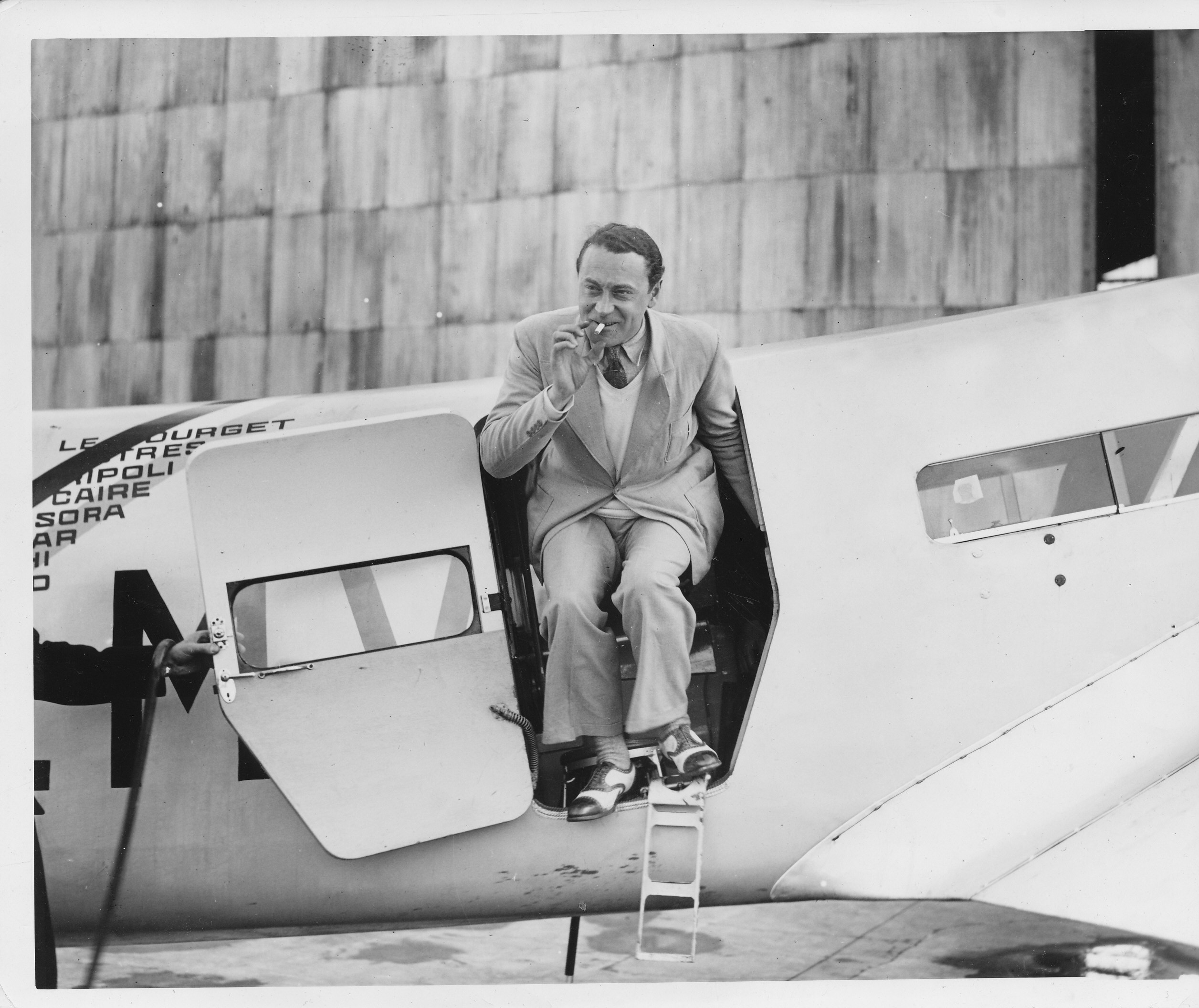
René Couzinet saliendo del Biarritz en 1933.

René Couzinet (Saint-Martin-des-Noyers, Vendée, 20 de julio de 1904-16 de diciembre de 1956) fue un ingeniero de aeronáutica y un constructor de aviones francés.

## Biografía
Hijo de un maestro de escuela, se apasiona muy joven por la aviación observando el vuelo de las golondrinas. Entra en 1921 en la Escuela de artes y oficios de Angers (al igual que Louis Béchereau), de donde saldrá segundo de su promoción, no sin haber registrado entre tanto algunas patentes relativas a la aviación, antes de incorporarse a la Escuela superior de la aeronáutica en 1924. Consigue reunir algún dinero en una fábrica de turbinas del norte de Francia con el fin de pagar sus comienzos como estudiante, antes de incorporarse, en noviembre de 1925, al Ejército del aire donde alcanza el grado de alférez.
En 1927 construye el Couzinet 10 Arc en Ciel 1, cuyo aspecto es muy moderno para la época. Es un trimotor monoplano de madera y ala espesa, con una deriva afilada característica de todos los Arcs-en-Ciel que le seguirán, diseñado para poder realizar vuelos transatlánticos. El hotelero que lo alojaba le presta 50 000 FRF y encuentra tres motores (180 caballos) cedidos gratuitamente por Jacques Lacoste, el administrador-delegado de la Hispano-Suiza. El ingeniero Georges El Moy será uno de los principales conceptores de este avión. El primer vuelo tendrá lugar el 7 de mayo de 1928, con salida en Orly y a bordo René Couzinet, Maurice Drouhin y Giannoli.
La compañía ANF Les Mureaux acepta el encargo para fabricar el primer prototipo. Couzinet hace de prestatario de servicios. Asimismo, emprende igualmente el estudio de los aviones de observación que ANF vende. Albert Caquot aporta entonces 6,6 millones al joven ingeniero para cuatro prototipos del Arc-en-Ciel, un aparato bastante notable al que le faltaba sin embargo la puesta a punto.
En 1928, construye el Couzinet 27, cuatriplaza de raid que se estrella el 8 de agosto de 1928 durante las pruebas. El mecánico Lanet falleció en el acto, el piloto Drouin algunos días más tarde y M. Gianoli sobrevivió a sus heridas.
La tarde del 19 de febrero de 1930, los talleres de Meudon, que el industrial Émile-Louis Letord había puesto a disposición de René Couzinet, son devorados por un incendio que destruirá no sólo los aviones, sino también todo el archivo y los planos. El ingeniero que había estado al mando de los primeros prototipos, Georges El Moy, consigue la proeza, en algunos meses, de volver a dibujar totalmente de memoria todos los planos del avión Arc-en-Ciel, lo que le permitió a René Couzinet el fabricar el Arc-en-Ciel 3, con el cual, en 1932, René Couzinet y Jean Mermoz efectuarán un vuelo hasta Buenos Aires.
El Couzinet 33 Biarritz, cuatriplaza de gran turismo, hace su primer vuelo el 25 de noviembre de 1931. Del 6 de marzo al 5 de abril de 1932, realiza la primera conexión aérea Francia - Nueva Caledonia con Charles De Verneilh como piloto, Max Dévé como navegante, segundo piloto y radio y Émile Munch como mecánico. Sufrió un ligero accidente al aterrizar en Tontouta Nouméa (la tripulación resultó indemne). 
El Biarritz  2 fue desmontado y enviado en barco hasta Francia, donde fue reparado y equipado con nuevos motores más potentes; realizó así toda una serie de conexiones en Europa y en África entre los que destaca un vuelo París-Moscú con Pierre Cot (Ministro del Aire), varios vuelos en África entre los cuales uno a Cabo Verde. El 30 de octubre de 1933, durante su regreso de África de Norte se estrelló en Blaisy-Bas (Francia).

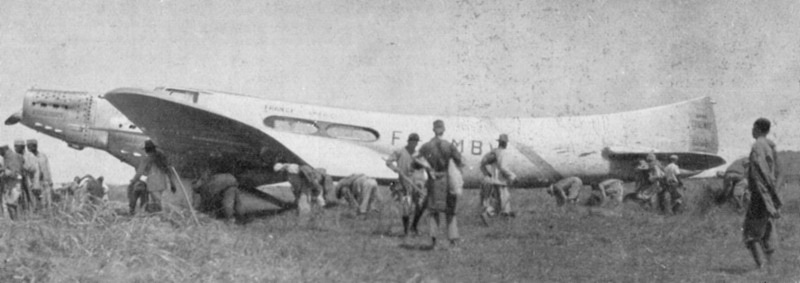
El "Arc-en-Ciel", el 14 de junio de 1934, aterriza por primera vez en Fernando de Noronha.

El Couzinet 70 Arc-en-Ciel III efectúa su primer vuelo el 11 de febrero de 1932. El 16 de enero de 1933, conducido por Jean Mermoz y acompañado por el propio Couzinet, el Couzinet 70 (matriculado como F-AMBV) cruza el Atlántico Sur desde Saint-Louis (Senegal) hasta Natal en 14 h 32, esto es, con una media de 227 km/h (3173 km de distancia). El regreso se efectúa del 15 000 personnes de mayo al 21 de mayo, con una llegada triunfal al aeropuerto de Bourget (París) ante 15 000 personas. El avión fue utilizado posteriormente por Air France hasta 1937.
Todos estos aviones conservaban la misma fórmula trimotor pero no fueron aceptados nunca con mucho entusiasmo por los oficiales de la aeronáutica francesa. En 1933, al cesar su asociación con A.N.F Les Mureaux, Couzinet se encuentra al borde de la bancarrota. Marcel Dassault decía del mismo: "René Couzinet diseña buenos aviones, pero no sabe venderlos". En lo sucesivo, el despacho de estudios de Couzinet se integra al de Breguet en Vélizy.
Durante la Segunda Guerra Mundial, emigra a Brasil donde se pone al frente de la dirección técnica de la aeronáutica nacional. A su regreso, la mayoría de las puertas de los despachos de estudios se le cierran. Sus múltiples y futuristas proyectos de hidrodeslizador y de aviones a despegue vertical no superarán el estadio de maquetas. Desesperado, se suicida junto su esposa (viuda de Jean Mermoz), el 16 de diciembre de 1956. Está enterrado en el cementerio parisino de Bagneux.

## Reconocimientos
- El aeródromo de La Roche-sur-Yon-Les Ajoncs se denomina también "René Couzinet".

- El colegio público de Chantonnay, cercano a su localidad natal, lleva su nombre.